# 19243 Bunting
19243 Bunting este un asteroid din centura principală de asteroizi.

## Descriere
19243 Bunting este un asteroid din centura principală de asteroizi. A fost descoperit pe 10 februarie 1994 la Observatorul Palomar de Carolyn S. Shoemaker și Eugene M. Shoemaker. Asteroidul prezintă o orbită caracterizată de o semiaxă mare de 2,33 ua, o excentricitate de 0,24 și o înclinație de 23,7° în raport cu ecliptica.